# フマリン
フマリン（fumarin）は、クマリン誘導体の一つ。累積毒剤として殺鼠剤に使われる。